# انتشارات داور
انتشارات داور (انگلیسی: Dover Publications) یک شرکت انتشارات آمریکایی است؛ که در سال ۱۹۴۱ تأسیس شد.